# 四腳亭 (新北市)
25°06′04″N 121°45′43″E / 25.101138°N 121.762019°E
四腳亭，是臺灣新北市瑞芳區的一個地名，位於該區西部，範圍大致包括上天里西北半部、吉慶里東部。四腳亭原轄於「角亭里」，後併入上天里。
台鐵四腳亭車站所在地並不在四腳亭範圍內，該地區傳統上稱為大坑埔。

## 詞源
「四腳亭」源自二種說法：一說是四角亭庄，另一說是四腳亭公學校（今瑞亭國小）有座四根柱子搭建而成的亭子命名，以供來往臺北、宜蘭二地的路人休憩。然而，根據新北市瑞芳區瑞亭國民小學在《學校沿革》並未記載關於四腳亭這座亭子，對於校名由來僅記載：
民國前二年（日治時期年號為明治四十三年），一月十二日，王振東、顏正春等地方仕紳請願設校，三月二日，設立暖暖公學校四腳亭分校。

## 歷史
台灣清治末期至日治前期，四腳亭地區為一街庄，稱為「四腳亭庄」，隸屬於石碇堡。該庄輪廓南北狹長，北與大水窟庄、深澳坑庄為鄰，東與𫙮魚坑庄為鄰，南邊為暖暖街，西邊為碇內庄、大坑埔庄。
1901年（日治明治三十四年）11月，該庄隸屬於基隆廳，編入第二十一區。1905年（明治三十八年）7月，第二十一區改名「𫙮魚坑區」。1920年（大正九年），該庄改制為「四腳亭」大字，隸屬於臺北州基隆郡瑞芳街，大字下有「四腳亭埔」、「楓子瀨」、「粗坑口」、「四腳亭坑」小字名。
戰後瑞芳街改制為瑞芳鎮，隸屬於臺北縣，大字亦改制為里。2010年12月，臺北縣升格為新北市，瑞芳鎮改制為瑞芳區。

## 經濟
清乾隆年間，有位廖姓人士向當地原住民購地開墾，因四腳亭是來往臺北、宜蘭二地所必經之處，商旅熱絡而繁盛。日治時期開採煤礦，興建輕便鐵道將開採出來的煤輸送，各礦坑總產量每年可開採超過35噸以上，再加上宜蘭線鐵路的通車，使四腳亭的人口漸多，經濟也因此發達。
當時的大企業家黃東茂經營的復振炭坑（礦坑）便在此處。自從礦業沒落，採礦坑口陸續被封坑，便人口外移，當地也因此發展沒落。

## 近況
現今，公路可由台2丁線駛抵四腳亭，鐵路可搭宜蘭線鐵路的班車於四腳亭車站下車。經由登山步道前行，可抵達位於海拔203公尺處的四腳亭砲台，由日人為鞏固基隆北海岸的海防工作，於1901年興建，配置一座高砲臺、兩座低砲臺，每座砲臺各配兩門加農砲，並具有防空避難的壕洞。此外，新北市政府與瑞芳鎮公所一同規劃運動公園，選在上天里四腳亭土地上做為興建預定地。

## 學校
- 瑞亭國小
- 吉慶國小

## 資料來源
1. 1 2 3 4 5  . 中華民國內政部.   [2013-11-08] （中文（臺灣））.[永久]
2. 1 2 3 4 5  . 中華民國內政部.   [2013-11-08] （中文（臺灣））.[永久]
3. ↑  . 新北市瑞芳區瑞亭國民小學.   [2013-11-08] （中文（臺灣））.
4. ↑  《臺灣堡圖》，臺灣總督府，1904年
5. ↑  《新舊對照管轄便覽》，臺灣總督府
6. 1 2  新北市政府文化局. . 新北市政府研究發展考核委員會.   [2013-11-08] （中文（臺灣））.[永久]
7. ↑  吳亮儀. . 自由時報電子報. 2012-01-10  [2013-11-08]. （原始内容存档于2012-02-06） （中文（臺灣））.